# Ingard Dánská
Ingardis nebo Ingard Dánská († 1236) byla pomořanská vévodkyně díky sňatku s vévodou Kazimírem II. Pomořanským. Během nezletilosti svého syna vévody Vratislava III. Pomořanského v letech 1219 až 1226 byla jeho regentkou.
Ingardis byla z Dánska. Tradičně se o ní tvrdí, že byla dánskou princeznou.
Za Kazimíra II. se provdala v roce 1210. Společně měli syna Vratislava III., který se stal pomořansko-demminským vévodou, a dceru Alžbětu.
Ingardis vládla Pomořansku-Demminu místo mladého Vratislava od Kazimírovy smrti v roce 1219 do roku 1226. V té době bylo Pomořansko-Demmin i Pomořansko-Štětínsko pod dánskou nadvládou, která byla po bitvě u Bornhövedu v roce 1227 oslabena a nakonec úplně ukončena, když Vratislav v roce 1234 úspěšně se svými spojenci z Lübecku čelil dánské výpravě.